# Kasteel van Montrottier
Het Kasteel van Montrottier (Frans: Château de Montrottier) is een kasteel in de Franse gemeente Lovagny.